# Angie e le ricette di Violetta
Angie e le ricette di Violetta é um programa de televisão criado pela Disney Channel Itália transmitido pela primeira vez no canal italiano entre 9 de junho de 2014 a 4 de julho de 2014. A apresentadora do programa é de Angie tia de Violetta que decide criar um blog apara fazer vários pratos inspirados na vida de Violetta, seus amigos e familiares. E com a ajuda de Olga, você pode se tornar um grande cozinheiro.

## Apresentadores
- Clara Alonso como Angie - Cozinheira e apresentadora do programa.
- Mirta Wons como Olga - Dá conselhos a Angie sobre como preparar seus pratos.

## Episódios
| Temporada | Temporada | Episódios | Exibição original Itália | Exibição original Itália | Exibição Brasil      | Exibição Brasil    |
| Temporada | Temporada | Episódios | Estreia de temporada     | Final de temporada       | Estreia de temporada | Final de temporada |
| --------- | --------- | --------- | ------------------------ | ------------------------ | -------------------- | ------------------ |
|           | 1         | 20        | 9 de junho de 2014       | 4 de julho de 2014       | por anunciar         | por anunciar       |
|           | 2         | 20        | 3 de abril de 2015       | 2015                     | por anunciar         | por anunciar       |

## Rodagem
O programa foi filmado em Milão em abril de 2014. Foi originalmente gravado em espanhol, mas o Disney Channel Itália dublou os episódios em italiano. Em janeiro de 2015 o Disney Channel Italiano, gravou uma segunda temporada.